# Leonard Peltier
Leonard Peltier (12 de septiembre de 1944) es un activista estadounidense, de ascendencia  anishinaabe lakota, perteneciente al Movimiento Indígena Estadounidense y encarcelado desde 1976. 

## Sentencia
En 1977 fue declarado culpable y condenado a dos cadenas perpetuas consecutivas por el supuesto asesinato de dos agentes del FBI que murieron durante un tiroteo en 1975 en la reserva india de Pine Ridge, en los territorios sagrados Sioux de Dakota del Sur donde se había encontrado meses antes uranio y carbón. En ese acoso al pueblo Lakota murieron asesinadas más de 250 personas de esta nación indígena, pero a día de hoy aún no se ha investigado ningún crimen cometido por los "ayudantes" de los agentes federales que realizaron el «trabajo sucio».
Ha habido mucho debate sobre la culpabilidad de Peltier y la imparcialidad de su juicio. Aún son inclasificables más de 10 000 folios con pruebas categóricas que absolverían de inmediato al condenado. Algunas organizaciones, entre ellas Amnistía Internacional, consideran que es un preso político. Esta organización dice que "aunque no ha sido confirmado como un preso de conciencia, existe la preocupación acerca de la imparcialidad de las actuaciones que conducen a su condena y se cree que factores políticos pueden haber influido en la manera en que el caso fue procesado". Peltier está encarcelado en una cárcel estatal en Lewisburg, Pensilvania.

## Seguimiento a los activistas

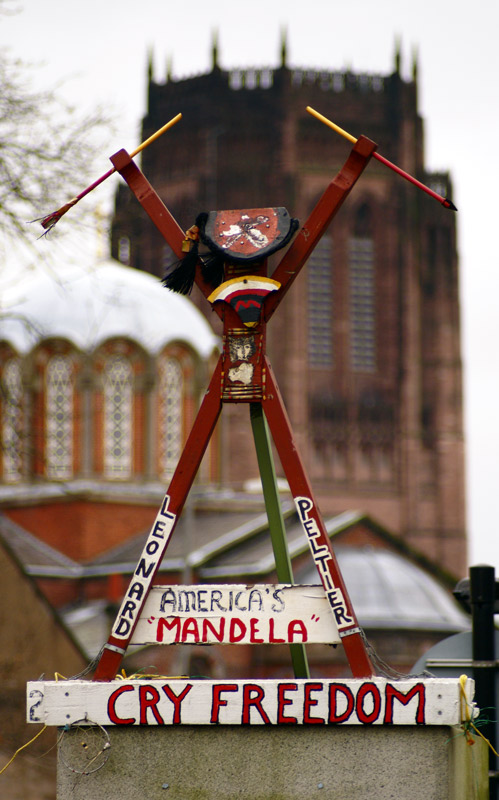
Escultura en Liverpool pidiendo la liberación de Peltier.

La inteligencia estadounidense siguió muy de cerca los movimientos de los principales activistas de los años 70. El mismo FBI reconoce en una escueta nota publicada en su web que el programa COINTELPRO fue creado para “interrumpir las actividades del Partido Comunista de los Estados Unidos”, pero acabó aplicándose a otros grupos, “como el Ku Klux Klan, el Partido Socialista de los Trabajadores y el de las Panteras Negras”. Oficialmente, funcionó entre 1956 y 1971, pero algunos documentos hechos públicos gracias a la Ley de Libre Acceso a la Información (FOIA), y que permanecieron ocultos durante el juicio a Peltier, han demostrado que el FBI estuvo vigilando las actividades del Movimiento Indio Americano en Pine Ridge antes de que se produjera el tiroteo que acabó con la vida de los agentes Jack Coler y Ron Williams, y del joven indio Joe Stuntz el 26 de junio de 1975.
Tal como explica el comité de defensa de Peltier, ese día los policías entraron en un rancho de la reserva, una propiedad privada, para detener a uno de sus residentes, que presuntamente había robado un par de botas de cowboy. Era el último de los virulentos conflictos que estaban teniendo lugar en Pine Ridge, entre ellos varias muertes de nativos a manos de hombres blancos. Además de una pobreza extrema, en la reserva se vivía un clima tan violento que los mayores del lugar pidieron protección a la AIM. Varios activistas respondieron a la llamada y acamparon en el rancho.
Peltier era uno de ellos. Otros dos compañeros suyos que también fueron juzgados por los hechos de Pine Ridge en una causa separada fueron puestos en libertad. “El jurado entendió que Butler y Robideau (los otros acusados) estaban actuando en defensa propia”, explican los defensores de Leonard Peltier. Amnistía Internacional señala algunas de las principales irregularidades cometidas con el preso político que lleva más años encarcelado en Estados Unidos.
Para empezar, el principal testimonio usado para lograr la extradición de Peltier, que huyó a Canadá poco después de que se produjeran los crímenes. La testigo confesó después que había declarado contra él tras ser acosada y amenazada por el FBI. Sin embargo, el juez rechazó que la defensa de Peltier la llamara en calidad de testigo “porque podría ser altamente perjudicial para el Gobierno”, recuerda en un artículo Zeke Johnson, director de Amnistía Internacional USA. Asimismo, en 1980, la Corte de Apelación a la que recurrieron los abogados de Peltier reconoció que “hay algunas pruebas en el expediente de conductas indebidas por parte de algunos agentes del FBI, pero somos reacios a atribuirles aún más malas conductas”.
La comisión responsable de conceder la libertad provisional siempre se la ha denegado porque Peltier no acepta la responsabilidad criminal por los asesinatos. Sin embargo, en una ocasión, este organismo afirmó que “la Fiscalía ha admitido la falta de evidencia directa de que usted [Peltier] participó personalmente en las ejecuciones de dos agentes del FBI”. “Como cualquier inocente, Leonard jamás renunciará a luchar por su libertad”, asegura Bruce. Desde la cárcel, el líder de AIM no sólo reivindica sus derechos, sino que también participa en otras causas, a las que apoya con la venta de los cuadros que pinta.

## En prisión
Debido a los más de 45 años en prisión, la salud de Leonard Peltier es precaria; es diabético y le falla la visión de un ojo. Sin embargo desde el año 1985 dibuja óleos expresando falta de todo rencor. Nelson Mandela propuso su liberación al expresidente Bill Clinton, que se la denegó, tras recibir presiones del FBI. Grandes personalidades mundiales como dalái lama y el ya mencionado Nelson Mandela intercedieron sin éxito para conseguir su indulto.
El 14 de septiembre de 2011 recibe el Premio Mario Benedetti de la Fundación Mario Benedetti, premio uruguayo a los derechos humanos y la solidaridad.

## Conmutación de la pena
El 20 de enero de 2025, durante los últimos minutos de su mandato presidencial, el expresidente de Estados Unidos, Joe Biden conmutó la pena de cárcel de Leonard Peltier permitiéndole finalizar su condena en arresto domiciliario. Peltier, ya un anciano de ochenta años aquejado de varias enfermedades, finalizaba de esta forma casi cincuenta años de prisión, habiendo pasado la mayor parte de su vida entre rejas. Su abogado alegaba que, de esta forma, el expresidente Biden "daba un enorme paso hacia la reconciliación con los pueblos nativos de la nación".

## En la cultura popular

### Cine
- Robert Redford fue el productor de una película documental de título Incident at Oglala: The Leonard Peltier Story, basada en los sucesos acaecidos en la reserva en 1975 que no ha sido distribuida a los cines ni estadounidenses, ni europeos para su reproducción.

### Cómic
- Por otro lado, la historia de Peltier aparece reflejada en la serie de cómic "Scalped", escrita por Jason Aaron y con R.M Guerá a los lápices. En dicha serie, ambientada en una ficticia reserva indígena de EE. UU., no se menciona a  Peltier con su nombre y apellido, sino que uno de los personajes ficticios de la serie está encarcelado bajo las mismas circunstancias que este, acusado del mismo delito, y al igual que el hombre que nos ocupa, no alberga rencor ni odio. Además, dicho personaje guarda cierto parecido físico con Peltier.

### Música
- La canción "Freedom" de Rage Against the Machine está dedicada a Peltier.
- Leonard Peltier Free! de Fermin Muguruza